# 環境科技
環境科技（英語：Environmental technology, 又稱綠色科技）指的是環境科學的應用，旨在維護自然環境與資源以及減低人類活動帶來的負面影響。永續發展是環境科技的核心目標，在解決環境問題時，其解決方法必須符合社會公平、經濟允許和環境健全的準則。依據地球高峰會議討論，應具備五項特質：一.對環境友善的包裝；二.無汙染的行銷管道；三.減廢、回收、再利用；四.能源效率；五.汙染及安全偵測、副產品與排放之控制。

## 实例
- 生物反应器
- 生物修復
- 海水淡化
- 節約能源
- 電動載具
- 波浪能
- 绿色计算
- 水力發電
- 風能
- 風力發動機
- 燃料电池
- 海水溫差發電
- 太陽能發電
- 太阳能光伏
- 堆肥式廁所
- 裂解

## 相關科技
追求永續發展的環境科技包括：回收、水淨化、污水處理、環境矯正(Environmental remediation)、煙氣處理、污染物排放控制技術和可再生能源。其中某些科技助於節約能源，其他則助於減低人類活動所造成的廢棄物。如太陽能和风能等的可再生能源比其他如煤和石油等化石燃料能源更能減少對環境的衝擊。
目前，許多科學家正在研究找尋其他替代性的清潔能源，譬如厭氧消化(anaerobic digestion)就是從廢棄物中生產可更新能源。為減低全球溫室氣體的排放量，工業產業必須採用能保存能源的科技以及生產清潔能源，如無鉛汽油、太陽能和混合動力車輛。

## 範例
- 可替代能源
- 可再生能源
- 綠色建築
- 綠色無政府主義(Green anarchism)
- 混合動力車輛
- 太陽能
- 永續設計
- 可持续能源
- 绿色生活